# لوغان توماس
لوغان توماس (بالإنجليزية: Logan Thomas)‏ (و. 1991  م) هو لاعب كرة قدم أمريكية، من الولايات المتحدة، ولد في لينشبرغ، يلعب كظهير ربعي.

## التعليم
تعلم في Brookville High School (Virginia) ‏.

## روابط خارجية
- لوغان توماس على موقع مرجع كرة القدم المحترفة.كوم (الإنجليزية)
- لوغان توماس على موقع كلية كرة القدم في سبورتس رفرنس.كوم (الإنجليزية)